# Johannes Schiphower
Johannes Schiphower (* 1463 in Meppen; † nach 1521) war ein deutscher Augustinermönch, Theologe und Historiker.

## Leben

### Ausbildung und frühe Jahre
Schiphower wurde 1463 als Sohn einer angesehenen Bürgerfamilie in Meppen geboren, sein Vater war Bürgermeister. Nach Schulbesuch vom 8. bis zum 15. Lebensjahr trat er um 1478 in das Augustinerkloster Osnabrück ein. Wohl 1480 legte er das Mönchsgelübde ab und absolvierte in Lippstadt und Appingedam ein Partikularstudium. Im Alter von 21 Jahren erhielt er die Priesterweihe, anschließend absolvierte er einen dreijährigen Studienaufenthalt in Bologna und studierte anschließend noch zwei Jahre in Siena zum Erwerb eines theologischen Grades. Man ernannte ihm 1488 zum Cursor (Dozenten) im Kloster Nordhausen. Von 1489 bis 1491 erwarb er sich den Titel des theologischen Lektorgrades beim Studienaufenthalt in Siena. Nach dem Abschluss seines Studiums wurde er 1491 zum  Prior im Kloster Anklam (Pommern) gewählt.  Wegen eines Pestausbruchs dort kehrte er 1494 nach Osnabrück zurück. Bei einem Aufenthalt in Rom 1497 als Vertreter der thüringisch-sächsischen Ordensprovinz auf dem Generalkapitel seines Ordens erwarb er die Promotion zum Baccalaureus der Theologie. Nach der Rückkehr aus Italien wurde er 1500 als Terminarius nach Oldenburg entsandt.

### Tätigkeit in Oldenburg
In Oldenburg wurde Schiphoer schnell Vertrauter und Beichtvater des Grafen Johann V. von Oldenburg. Der Landesherr, der offenbar großes Vertrauen in die wissenschaftlichen Fähigkeiten Schiphowers hatte, beauftragte ihn 1503, eine bisher fehlende Geschichtsdarstellung des Grafenhauses Oldenburg zu verfassen. Schiphower kam dem nach und verfasste entsprechend die erste Oldenburger Grafenchronik Chronicon Archicomitum Oldenburgensium. Die in diesem Dokument von Schiphower vorgenommene Erhöhung der Oldenburger Grafen zu Erzgrafen ist offenbar seine eigene Erfindung. Sie kennzeichnet sein die ganze Chronik durchziehendes Bestreben, im Auftrag der Grafen die Ehre des Hauses Oldenburg positiv darzustellen. Weitgehend ohne eigene historiographische Ambitionen  fasste Schiphower ansonsten zumeist ältere Texte, für Oldenburg vor allem die Rasteder und die Bremer Chronik, zusammen. Weiterhin nutzte Schiphower die Erstellung der Grafenchronik, um Vorkommnisse der Geschichte seines Augustinerordens in das Dokument mit einzubinden, darunter biographische Mitteilungen von mehr als 50 gelehrten Ordensmitgliedern. Die Oldenburger Grafenchronik erweiterte er stetig bis etwa 1521.
Mit der Oldenburger Grafenchronik schuf er ein wertvolles Dokument für die nordwestdeutsche Landesgeschichte. Zu Schiphowers lateinischem Text fertigte der Johanniterkomtur Johann von Haren – ebenso auf Wunsch des Oldenburger Grafen – 1506 eine verkürzte Übersetzung an, der die spätere oldenburgische Geschichtsschreibung wohl stärker beeinflusst hat als der Originaltext.

### Späte Jahre
1504 kehrte er wieder in das Ordenshaus nach Osnabrück zurück, hat aber in der Folgezeit, vermutlich später auch wieder dauerhaft, in Oldenburg gewirkt. 1510 wird er hier wieder als Terminarius bezeugt. Er blieb als Beichtvater Graf Johanns V. tätig und war auch Lehrer des 1504 geborenen, für die geistliche Karriere bestimmten Grafensohnes Christoph von Oldenburg. Weiterhin war er auch in politischen Geschäften des Grafenhauses tätig, so etwa im Zusammenhang der gräflichen Bemühungen, gegen Ansprüche des Reiches eine besondere oldenburgische Kaiserfreiheit zu behaupten. Das Eindringen der Reformation in die Grafschaft Oldenburg hatte Schiphower wohl noch miterlebt und versuchte, die überkommene Lehre gegen sie zu verteidigen.

## Weitere Tätigkeit als Autor
Schiphower befasst sich mit der Erstellung theologischer Texte. Bereits in seiner Zeit in Anklam verfasste er einen Traktat de immaculatae Virginis conceptione, der 1495 in Lübeck gedruckt wurde. Später verfasste er weiter Schriften zur Passion Christi und der Verteidigung der Sakramente. In seiner Oldenburger Zeit  ab 1500 schrieb er einen Sermo de ordinibus als Zusammenfassung der Geschichte der religiösen Ordensgemeinschaften. 1504 verfasste er dann noch einen „Tractatus de paupertate Christi“ gegen ihm ketzerisch erscheinende Kritik an Bettelmönchen. Diese Dokumente sind allerdings nicht erhalten.

## Werke
- Tractatus de conceptio[n]e immaculate virginis. collect[us] p[er] venerabile[m] sacre theologie lectore[m] fratre[m] ioha[n]e[m] de meppis cognominato [!] schyphower ordinis fratru[m] heremitaru[m] diui Augustini Anno d[o]m[ini] Mcccc.xcij. quando erat prior in conue[n]tu Ta[n]glimme[n]si. Lubeck : Steffen Arndes, 9.V.1495 (Digitalisat des Exemplars der Herzog August Bibliothek)
- Passio. Entstanden 1495, nicht erhalten.
- Tractatus de sacramentorum defensione. Entstanden 1495, nicht erhalten.
- Sermo de ordinibus. Entstanden 1500, nicht erhalten.
- Chronicon Archicomitum Oldenburgensium. Entstanden 1503–1505, mit Nachträgen bis 1521. Hg. von Heinrich Meibom d. Jüng., in: Scriptores Rerum Germanicarum, II. Helmstedt, 1688, S. 121–192.
- Tractatus de paupertate Christi. Entstanden 1504, nicht erhalten.